# Need for Speed: Жажда скорости
«Need for Speed: Жажда скорости» (англ. Need for Speed) — криминальный боевик режиссёра Скотта Во, являющийся экранизацией гоночных видеоигр серии Need for Speed. В США премьера фильма состоялась 14 марта 2014 года, а в России 13 марта 2014 года.
Слоган фильма: «Тормоза придумал трус».
Дистрибьютором фильма стала компания Walt Disney Studios Motion Pictures. После выхода фильм получил смешанные или отрицательные отзывы, в которых критиковались сюжет, режиссура и игра актеров второго плана, хотя некоторые высоко оценили игру Пола. Несмотря на то, что фильм собрал 203,3 миллиона долларов по всему миру при бюджете в 66 миллионов долларов, формально окупив свой бюджет, в США он был признан кассовым разочарованием.

## Сюжет
Тоби Маршалл — автомеханик, занимающийся тюнингом.
После смерти отца Тоби оказывается в сложном финансовом положении. Сотрудник банка заявляет ему, что, если долги не будут возвращены в срок, то Маршалл потеряет свою мастерскую. После победы в одной из нелегальных уличных гонок к Тоби и его команде приезжает бывший одноклассник, Дино Брустэр. Он предлагает Маршаллу доработать уникальный «Ford Shelby Mustang», чтобы затем продать его и получить 25% от вырученной суммы. По словам Дино, минимальная стоимость «Мустанга» — $2 млн, так как в его сборке принимал участие легендарный Кэрролл Шэлби. Из-за долгов главный герой соглашается.
После презентации «Форда» Тоби встречает Джулию, которая отлично знает автомобили и занимается их покупкой для клиентов. Поспорив с ней о максимальной скорости машины 230 миль/ч (370 км/ч), Тоби легко выигрывает спор, набирая 234 миль/ч (376 км/ч). Дино продаёт автомобиль клиенту (некоему Ингрэму) за $2,7 млн. Друг Тоби, Пит, утверждает, что Дино не разогнал бы «Ford» до такой скорости. Оскорблённый Дино предлагает гонку, призом который бы стали 75% от продажи «Форда». Во время гонки на двух Koenigsegg Agera R и одном обычном Koenigsegg Agera, нелегально ввезённых в страну и принадлежащих дяде Дино, Брустэр сбивает автомобиль Пита, который падает с моста и загорается, а сам Пит погибает. Дино сбегает с места происшествия, а Тоби остаётся.
На допросе Маршалл пытается доказать полицейским, что на месте аварии была ещё одна машина, которая и вытолкнула Пита с дороги, но серьёзная протекция дяди Дино, владельца компании «Bruster Motors», оказывается весомее никем не подтверждённых фактов. Тоби сажают в тюрьму на два года, за «непредумышленное убийство».
Выйдя из тюрьмы, Тоби тут же звонит мистеру Ингрэму и просит его одолжить тот самый «Ford Mustang» для участия в гонке «De Leon», чтобы победить Дино и отомстить за Пита. Автомобиль приезжает, однако его водитель — Джулия — решает сопровождать Тоби всю гонку и по дороге к ней.
После погони с полицией в Детройте, заснятой на камеры, Тоби получает приглашение на гонку «De Leon». Об этом узнаёт Дино и решается объявить наградой свой Lamborghini Sesto Elemento за устранение Тоби.
После погони через всю страну, не без помощи своих друзей, Тоби добирается до места встречи участников гонки, в Калифорнию. Там он лицом к лицу сталкивается с Дино. Спустя несколько минут Mustang, выезжающий с парковки с Тоби и Джулией внутри, таранит и разбивает грузовик, водителем которого оказывается один из сотрудников «Bruster Motors».
Оставив Джулию в больнице, Тоби звонит Аните (сестре Пита, девушке Дино) и просит у неё машину. Приехавшая девушка даёт гонщику карточку с адресом хранилища и пин-код. В хранилище Тоби обнаруживает тот самый красный с чёрной полосой Koenigsegg Agera R, на котором Дино сбил Koenigsegg Пита.
Маршалл успевает вовремя добраться до места начала гонки «De Leon». Перед стартом он передаёт Дино «кое-что» от Аниты — обручальное кольцо.
К концу гонки, несколько раз уйдя от погони и засад полиции, на трассе остаются только Тоби и Дино. Брустер пытается сбить машину Маршалла тем же ударом вбок, которым два года назад развернул машину Пита. Ранее тем же манёвром он выбил с трассы McLaren P1 с другим гонщиком. Однако Маршалл пропускает Брустэра вперёд и сам несколько раз собирается сбить Дино с трассы, но почему-то так и не решается. Вместо этого он догоняет Дино и, поравнявшись с ним, несётся рядом ноздря в ноздрю. При этом левую ногу зачем-то держит над тормозом. Брустер провоцируется и пытается вытолкнуть Маршалла с трассы. Но Маршал нажимает на тормоз и Дино промахивается не только мимо машины оппонента, но ещё и мимо трассы. Он цепляет насыпь, подлетает в воздух, несколько раз переворачивается и загорается. Тоби едет дальше к финишу, уже один в гонке. Но всё-таки решает затормозить, вернуться и вытащить Брустэра из горящей машины. Ударив его по лицу, со словами «Это за Пита», Маршалл снова садится за руль и вскоре пересекает финишную линию гонки «De Leon». Там же его арестовывают полицейские. Дино Брустера тоже арестовывают.
Спустя полгода Тоби выпускают из тюрьмы. За ним приезжает Джулия на Ford Mustang 2015 года выпуска.

## В ролях
| Актёр               | Роль          |
| ------------------- | ------------- |
| Аарон Пол           | Тоби Маршалл  |
| Имоджен Путс        | Джулия Мэддон |
| Доминик Купер       | Дино Брустер  |
| Кид Кади            | Бенни Джексон |
| Рами Малек          | Финн          |
| Майкл Китон         | Монарх        |
| Дакота Джонсон      | Анита         |
| Рамон Родригес      | Джо           |
| Харрисон Гилбертсон | Пит           |

## Производство

### Съёмки
Съёмки фильма начались 5 апреля 2013 года.
Общая длительность съёмок составила 14 недель.
Фильм снимался в самых разных уголках Северной Америки. Среди съёмочных локаций: винодельческий округ Мендосино и Сан-Франциско, штат Калифорния; города Мейкон и Стоун Маунтин, штат Джорджия; мост 13th St. Bridge над рекой Чаттахучи, связывающий Колумбус, штат Джорджия и Финикс, штат Алабама; город Детройт; место, именуемое Fossil Point (Окаменелый пик) над рекой Колорадо; солончаки в округе Бонневилл, штат Айдахо; и Моаб, штат Юта.
Чтобы снять крупный план Кида Кади за штурвалом летящего вертолёта, режиссёр Скотт Во, который сам некоторое время отработал каскадёром, решил подвергнуть свою жизнь немалому риску. Он снимал сцену сам, находясь в люльке снаружи вертолёта, не позволив рисковать оператору.
В фильме было снято 7 суперкаров: Koenigsegg Agera R, Lamborghini Sesto Elemento, GTA Spano, Saleen S7, Bugatti Veyron Vitesse, McLaren P1 и Mercedes-Benz SLR McLaren.
Автомобили Аарона Пола и Доминика Купера на самом деле управлялись известными гонщиками Таннером Фаустом и Ризом Милленом. Соответственно, за рулём других суперкаров во время финальной гонки сидели другие профессиональные гонщики, в их числе — Рич Разерфорд, Тони Бракохиапа (Tony Brakohiapa), Брент Флетчер (Brent Fletcher) и Пол Далленбах.
Автомобиль главного героя Ford Mustang, в котором Тоби и Джулия едут на гонку De Leon, был спроектирован и разработан специально для съёмок фильма, чтобы стать настоящей машиной киногероя. Специалисты Ford взялись за дизайн специального автомобиля Mustang для съёмок в фильме на базе Shelby GT500 2013 года выпуска. Машину собирали на заводе Techno Sports в Детройте. Mustang был усовершенствован: более широкий корпус; полуметровые легкосплавные диски (для облегчения постановки различных трюков); восьмицилиндровый двигатель, позволяющий развивать скорость более 300 км/ч; усиленная подвеска; высокопрочные амортизаторы компании Bilstein; и укреплённый стержень стабилизатора. В футуристические боковые зеркала были вмонтированы камеры. Всего в фильме использовалось семь автомобилей марки Mustang. Каждый из них выполнял свою функцию — на одном выполняли трюки, другой снимали во время движения, третий позировал стационарно. Был даже отдельный Mustang, который поднимали на тросах на вертолёте.
На съёмочной площадке было несколько автомобилей с дистанционным управлением. Они в точности повторяли дизайн оригинальных моделей. При этом актёр мог сидеть на водительском кресле и вести диалог, а на самом деле автомобилем дистанционно управлял каскадёр. Немаловажной составляющей таких машин была специальная клетка, закрепленная снаружи — водитель оказывался над актёром.

### Маркетинг
26 сентября 2013 года вышел первый трейлер с комментариями за кадром на английском языке, а на следующий день, 27 сентября, в Сети появился русский трейлер к фильму. 18 ноября был представлен очередной трейлер к фильму. 12 декабря на официальном канале EA Russia в YouTube представлен этот трейлер с русскоязычным озвучиванием. 7 февраля на официальном канале EA Russia в YouTube представлено обращение Аарона Пола к российским игрокам серии Need for Speed с новым видео о фильме, где рассказывают о машине киногероя.

## Прием

### Сборы
Фильм собрал 43,6 миллиона долларов в Северной Америке и 159,7 миллионов долларов в других странах, что в общей сложности составило 203,3 миллиона долларов.
В Северной Америке он возглавил кассовые сборы в пятницу, 14 марта 2014 года. Однако фильм занял только 3-е место за трехдневный уик-энд. За пределами Северной Америки фильм дебютировал на первом месте с 45,6 миллионами долларов в тот же уик-энд, что и его североамериканский релиз. Он оставался на 1-м месте в течение второго уик-энда. В целом самой большой территорией фильма является Китай, где как премьерный уик-энд фильма (21,1 миллион долларов), так и его общий заработок (66,2 миллионов долларов)  выше, чем в Северной Америке. За этими двумя территориями следуют Россия и СНГ с 13,8 миллионами долларов.

### Критика
На сайте На Rotten Tomatoes фильм имеет рейтинг одобрения 22 %, основанный на 182 отзывах. Средний рейтинг фильма ― 4,31/10. Вывод сайта гласит: 
С большим количеством персонажей и нелепым сюжетом эта шумная экранизация видеоигры удовлетворяет лишь потребность в скорости.
 На Metacritic фильм имеет оценку 39 из 100, основанную на 38 отзывах, что указывает на в целом отрицательные отзывы. Зрители, опрошенные компанией Cinematic, дали фильму среднюю оценку B+ по шкале от A+ до F.

Майкл Филлипс из газеты Chicago Tribune дал фильму 2,5 звезды из 4, отметив: 
Купер, кажется, получает некоторое удовольствие, играя лихого, подлого, сексуального зверя. Острые ощущения в фильме напоминают безумное веселье франшизы „Форсаж“.
Джейсон Торчинский из автомобильного блога Jalopnik осудил фильм за оскорбление Car club, не поверил во многие сюжетные линии и заявил, что фильм был не более чем прославленной рекламой автомобиля Ford Mustang 2015 года.
Дэнни Корецки из автомобильного аутлета The Drive выдвинул мнение, что фильм Need for Speed мог бы быть лучше в качестве телесериала.
А. О. Скотт из газеты The New York Times дал более позитивный отзыв, похвалив эпизоды погони за автомобилем в фильме и объявив фильм энергичным и неприхотливым для категории Б.